# Junior Lefevre
Gustaaf (Junior) Lefevre (Etterbeek, 17 oktober 1978) is een Belgisch-Kroatisch voormalig karateka.

## Levensloop
Lefevre groeide op in het Brusselse en begon met karate op zijn 8 jaar bij de Yanou Martial Arts Club. In februari 1987 sloot hij aan bij CAMJ te Jette. In maart 1996 won hij zijn eerste Belgische titel bij de senioren. In totaal won hij 28 Belgische en 4 Kroatische titels, een nationaliteit die hij begin 1999 aannam.
Lefevre behaalde in 1996 in het Zuid-Afrikaanse Sun City en in 1998 in het Braziliaanse Rio de Janeiro brons en in 2002 in het Spaanse Madrid zilver in de gewichtsklasse -70kg in het kumite op de wereldkampioenschappen. In 2000 in het Duitse München werd hij wereldkampioen kumite in deze gewichtsklasse.
Daarnaast behaalde hij brons op de Europese kampioenschappen van 1997 in het Spaanse Santa Cruz de Tenerife, van 2000 in het Turkse Istanboel, van 2001 in het Bulgaarse Sofia en van 2003 in het Duitse Bremen in deze gewichtsklasse van het kumite, alsook brons in de open klasse kumite in 2003. Ook werd hij Europees kampioen in 1998 in het toenmalige Joegaslavische Belgrado en in 1999 in het Griekse Euboea.
Lefevre heeft een 6e dan en is voorzitter van de Champions International Karate Association (CIKA).